# ناحیه پتوکالی
ناحیه پتوکالی (به لاتین: Patuakhali District) یک ناحیه در بنگلادش است که در استان باریسال واقع شده‌است.

## خصوصیات
ناحیه پتوکالی ۳٬۲۲۰٫۱۵ کیلومترمربع مساحت و ۱٬۵۳۵٬۸۵۴ نفر جمعیت دارد.